# Aljona Savčenková
Aljona Savčenková (ukrajinsky Олена Валентинівна Савченко, německy Aljona Savchenko, * 19. ledna 1984 Obuchiv) je německá krasobruslařka ukrajinského původu, která se věnuje disciplíně sportovní dvojice. Je olympijskou vítězkou a šestinásobnou mistryní světa.
Ke sportu ji přivedl otec Valentin Savčenko, mistr sportu ve vzpírání. Od pěti let trénovala na zimním stadionu Ldynka v Kyjevě. Jejím prvním partnerem byl Dmitrij Bojenko, s nímž získala na MS juniorů v roce 1998 třinácté místo. Pak bruslila se Stanislavem Morozovem, s nímž se stala juniorskou mistryní světa v roce 2000 a dvojnásobnou mistryní Ukrajiny, vyhráli Nebelhorn Trophy a na ZOH 2002 obsadili 15. místo.
Poté, co Morozov ze zdravotních důvodů ukončil krasobruslařskou kariéru, zůstala bez partnera. Ingo Steuer ji pozval do Chemnitzu, kde vytvořila dvojici s Robinem Szolkowym, a od roku 2004 reprezentovala Německo. Získali spolu pět titulů mistrů světa (2008, 2009, 2011, 2012 a 2014, čtyřikrát se stali mistry Evropy (2007, 2008, 2009, 2011), čtyřikrát vyhráli finále Grand Prix v krasobruslení (2008, 2011, 2012 a 2014), na olympiádě získali bronzové medaile v letech 2010 a 2014, osmkrát byli mistry Německa (2004, 2005, 2006, 2007, 2008, 2009, 2011 a 2014), v letech 2008, 2009, 2010, 2011 a 2012 byl tento pár podle žebříčku Mezinárodní bruslařské unie nejlepší sportovní dvojicí světa.
Po olympiádě 2014 Szolkowy skončil se sportem a Savčenková vytvořila dvojici s Francouzem Brunem Massotem, který do té doby jezdil s Darjou Popovovou. Německý bruslařský svaz musel Francouzům zaplatit odstupné 30 000 eur, aby mohl Massot závodit za Německo. Dvojice Savčenková–Massot získala na mistrovství světa bronzovou medaili v roce 2016, stříbrnou v roce 2017 a zlatou v roce 2018, na mistrovství Evropy obsadila druhé místo v letech 2016 a 2017 a vyhrála olympiádu v roce 2018. S německým týmem získala Savčenková na pchjongčchangské olympiádě sedmé místo v soutěži družstev. Na MS 2018 vytvořili Savčenková s Massotem světový rekord ziskem 245,84 bodů. V roce 2018 byli na prvním místě žebříčku ISU. Sezonu 2018/19 se dvojice rozhodla vynechat a zaměřila se na účinkování v ledních revue.
V roce 2014 získala cenu Silbernen Lorbeerblatt.